# Periergates chiriquensis
Periergates chiriquensis är en skalbaggsart som beskrevs av Bates 1885. Periergates chiriquensis ingår i släktet Periergates och familjen långhorningar.
Artens utbredningsområde är Panama. Inga underarter finns listade i Catalogue of Life.